# Proudění

Dvourozměrný model proudění ideální kapaliny kolem kruhového tělesa

Proudění je pohyb tekutiny, při kterém se částice tekutiny pohybují svým neuspořádaným pohybem a zároveň se posouvají ve směru proudění.
Tekutina (tj. plyn nebo kapalina) vždy proudí z místa vyššího tlaku (vyšší tlakové potenciální energie) do místa nižšího tlaku (nižší tlakové potenciální energie).
Prouděním kapalin se zabývá hydrodynamika.

## Rozdělení proudění kapalin
Podle některých vlastností proudící tekutiny lze provést následující rozdělení proudění.

### Podle fyzikálních vlastností kapaliny
Podle fyzikálních vlastností tekutiny lze provést následující rozdělení
- proudění ideální kapaliny – proudění kapaliny, která je dokonale nestlačitelná a bez vnitřního tření, tzv. ideální kapaliny,
- proudění vazké (viskózní) kapaliny – jedná se o proudění kapaliny, při kterém je uvažováno vnitřní tření kapaliny,
- proudění nestlačitelné kapaliny – jde o proudění kapaliny, která není stlačitelná, tzn. její hustota je konstantní,
- proudění stlačitelné kapaliny – při proudění stlačitelné kapaliny se hustota kapaliny mění v závislosti na tlaku kapaliny.

### Podle závislosti na čase
Podle závislosti veličin tekutiny na čase můžeme proudění rozdělit na ustálené (stacionární) a neustálené (nestacionární).

#### Stacionární proudění
Při ustáleném (stacionárním) proudění jsou veličiny kapaliny v daném místě kapaliny na čase nezávislé. Např. rychlost proudění kapaliny v daném bodě se v čase nemění, tzn.
{\displaystyle \mathbf {v} =\mathbf {v} (\mathbf {r} )}.

##### Nerovnoměrné proudění
Nerovnoměrné proudění je proudění ustálené, při němž se však parametry proudění (průtočná plocha, rychlost atd.) mění po délce proudu.

##### Rovnoměrné proudění
Rovnoměrné proudění je ustálené proudění, při němž jsou všechny parametry proudu (průtočná plocha, rychlost atd.) po délce proudu konstantní.

#### Nestacionární proudění
Při neustáleném (nestacionárním) proudění jsou veličiny kapaliny jsou v daném místě kapaliny na čase závislé. Např. rychlost proudění kapaliny v daném bodě se může měnit v čase, tzn.
{\displaystyle \mathbf {v} =\mathbf {v} (\mathbf {r} ,t)}.

### Podle způsobu pohybu
Podle způsobu, jakým se částice kapaliny při proudění pohybují lze provést rozdělení na
- potenciálové (nevířivé) proudění – při tomto pohybu konají částice kapaliny pouze posuvný pohyb, tzn. nezpůsobují víry; toto proudění nastává přísně vzato pouze v případě proudění ideální kapaliny.
- vířivé proudění – částice kapaliny se kromě posuvného pohybu také otáčejí za vzniku vírů.

### Proudění vazkých kapalin
U vazkých kapalin můžeme rozlišit
- laminární proudění – při tomto proudění jsou dráhy jednotlivých částic kapaliny navzájem rovnoběžné; částice se tedy pohybují ve vzájemně rovnoběžných vrstvách, aniž by přecházely mezi jednotlivými vrstvami,
- turbulentní proudění – částice přecházejí mezi různými vrstvami kapaliny, čímž dochází k promíchávání jednotlivých vrstev kapaliny.

### Proudění v otevřeném korytě
V otevřeném korytě rozlišujeme:
- bystřinné proudění kde hloubka proudění je menší než hloubka kritická, resp. Froudeho číslo {\displaystyle Fr>1},
- říční proudění kde hloubka proudění je větší než hloubka kritická, resp. Froudeho číslo {\displaystyle Fr<1}.

Přechod z říčního do bystřinného proudění se odehrává plynule, přechod z bystřinného do říčního proudění vytváří vodní skok. Proudění na rozhraní mezi říčním a bystřinným se nazývá kritické proudění, při němž proudění daným profilem prochází právě kritickou hloubkou a s minimem energie, Froudeho číslo {\displaystyle Fr=1}.

## Proudnice
Proudnice (též proudová čára) je trajektorie pohybu jednotlivých částic při proudění kapalin.
Rychlost částice v libovolném místě proudu je tečnou k proudnici. Každým bodem proudící kapaliny prochází v jednom okamžiku právě jedna proudnice. Proudnice se nemohou vzájemně protínat.
Proudnice lze využít ke grafickému zobrazení proudění. Jsou-li proudnice rovnoběžné, jedná se o laminární proudění, jsou-li proudnice různoběžné a „různě stočené“, jedná se o turbulentní proudění.
Představíme-li si uvnitř kapaliny uzavřenou křivku, pak každým bodem této křivky prochází právě jedna proudnice. Protože se proudnice neprotínají, je těmito proudnicemi ohraničen určitý prostor. Tento prostor se nazývá proudová trubice. Protože se kapalina, která protéká proudovou trubicí, pohybuje podél této trubice (vektor rychlosti je k proudové trubici tečný), je tato kapalina proudovou trubicí uzavřena. Z trubice nemůže kapalina odtéci a nemůže do ní žádná kapalina přitéci z vnějšího prostoru trubice.
Kapalina uvnitř velmi tenké proudové trubice vytváří proudové vlákno.

## Vlastnosti proudění
Při ustáleném proudění ideální kapaliny v uzavřené trubici mají všechny částice v celém průřezu v jednom místě trubice stejný objemový průtok a stejnou rychlost. Pro takové proudění platí rovnice kontinuity, z které plyne, že zmenšením obsahu průřezu trubice se rychlost proudění zvětší.
Tlak v kapalině během proudění závisí na rychlosti proudění. Čím je rychlost menší, tím je tlak větší. Tento překvapivý jev se nazývá hydrodynamický paradox. Závislost tlaku během proudění ideální kapaliny popisuje Bernoulliho rovnice.
Při proudění skutečné kapaliny je rychlost částic v průřezu v jednom místě trubice různá a závisí na tření mezi částicemi a stěnou trubice a na vnitřním tření v kapalině.